# Ben Goldberg

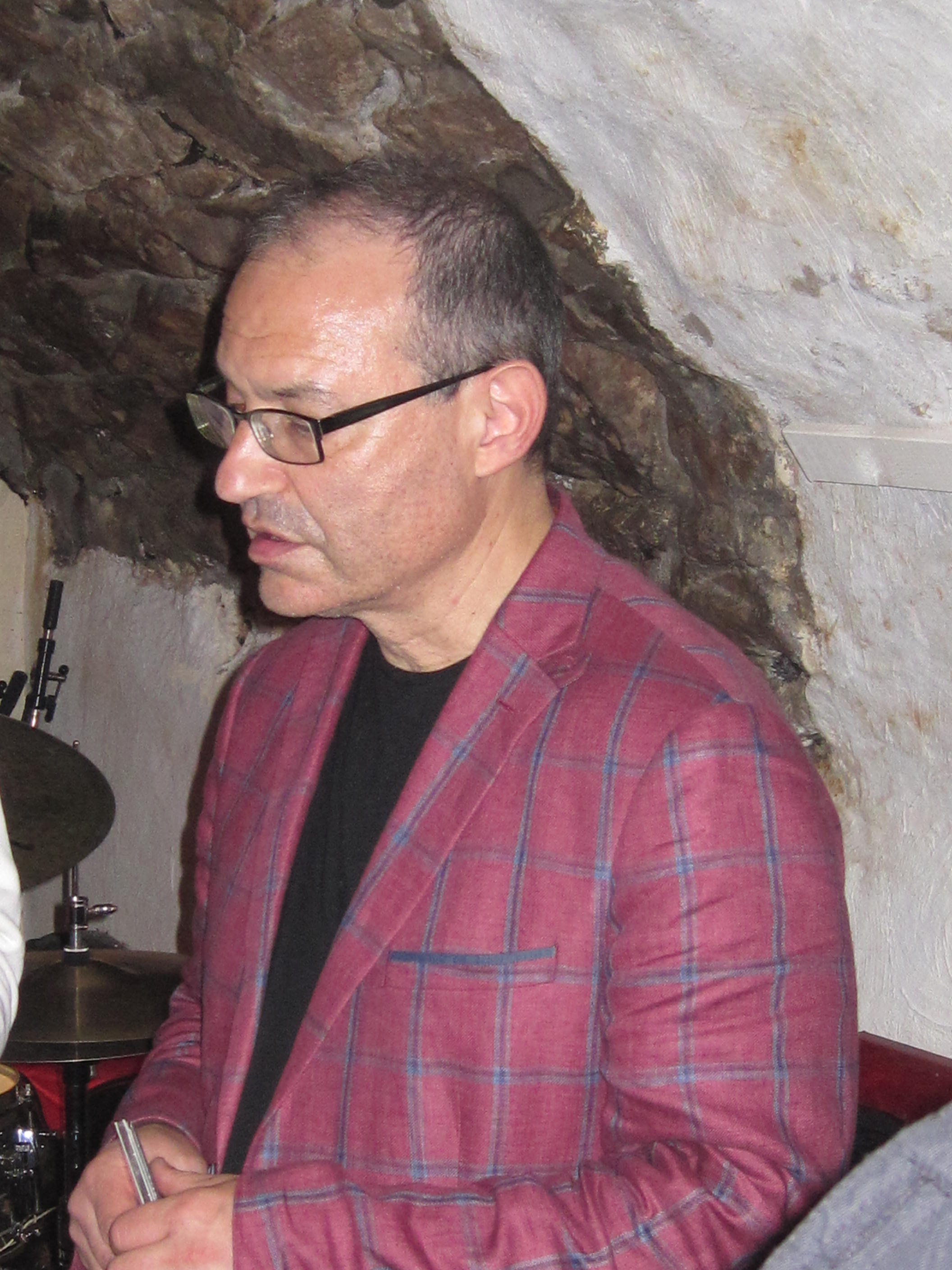
Ben Goldberg 2018

Ben Goldberg (* 8. August 1959) ist ein US-amerikanischer Klarinettist des Jazz und der neuen Improvisationsmusik.

## Leben
Goldberg wuchs in Denver, Colorado auf. Er war Schüler des Klarinettisten Rosario Mazzeo und studierte bei Steve Lacy und Joe Lovano. Nachdem er von 1986 bis 1988 zu The Klezmorim gehört hatte, gründete er seine eigene Formation New Klezmer Trio, dessen radikal-experimenteller Musikstil sich aber erheblich von der traditionellen Klezmer-Tradition unterscheidet (Marks and Faces, 1991). Nach der Ausbildung an der University of California, Santa Cruz und einem Master of Arts in Komposition am Mills College arbeitete er Mitte der 1990er Jahre in der Formation What We Live von Larry Ochs, Lisle Ellis, Glenn Spearman und Paul Plimley.
Neben der Arbeit mit seinem New Klezmer Trio spielte Goldberg im Duo mit dem Schlagzeuger Kenny Wollesen (The Relative Value of Things auf 33 ¼ Records); mit der Formation Junk Genius (mit John Schott, Trevor Dunn und Wollesen), mit der er 1994 das Album Junk Genius (Knitting Factory Works), eine Auseinandersetzung mit dem Beboprepertoire aufnahm. Es folgte 1996 das Album Here by Now (Music and Arts); What Comes Before (Tzadik), mit John Schott and Michael Sarin; and Twelve Minor (Avant), Kompositionen für Sextett mit der Kotospielerin Miya Masaoka als Gastsolistin, und das Album Ghost of Electricity (1999 auf Songlines). 1996 wirkte er zudem mit Dunn und Wolleson an Marty Ehrlichs Album Light at the Crossroads mit.
Neben der Arbeit mit seinem Quintett tritt Ben Goldberg seit 2005 (zunächst mit Carla Kihlstedt, Mark Orton, Zeena Parkins und Ara Anderson) in der Formation Tin Hat auf; außerdem arbeitet er in einem Trio namens plays monk, mit Scott Amendola und Devin Hoff; mit der Graham Connah Group und mit John Schott’s Typical Orchestra.
1993 erhielt Goldberg einen Kompositionsauftrag der National Endowment for the Arts zur Teilnahme an einem umfassenden Werk, das die führenden amerikanischen Komponisten vorstellen sollte; dabei arbeitete er Andrew Hill und Bobby Bradford zusammen; außerdem wurde die Musik von Steve Lacy, Herbie Nichols und Thelonious Monk präsentierte. 1996 stellte die NEA eine Konzertreihe mit Goldbergs Werken vor. Dabei arbeitete er mit John Zorn, Cecil Taylor, Roswell Rudd und Nels Cline zusammen. Zudem wirkte Goldberg bei Clines Album New Monastary, A View into the Music of Andrew Hill mit, das 2006 auf Cryptogramophone erschien. Auch arbeitete er mit Kirk Knuffke (Witness) und im Duo mit Myra Melford (Dialogue, 2016). Gemeinsam mit Melford wirkte er auch mit auf dem Album Otis Was a Polar Bear (2016) von Allison Miller's Boom Tic Boom. In der vollen Sextett-Besetzung der Miller-Combo war er im Mai 2018 auf Europa-Tournee dabei, um das Album dort bekanntzumachen. Besondere Beachtung fanden dabei seine Beiträge auf der voluminösen Contra-Alto Klarinette.
2013 führte er den Kritikerpoll des Down Beat im Bereich Klarinette als „Rising Star“ an.
Goldberg lebt in Berkeley, Kalifornien.

## Diskographische Hinweise
- Masks and Faces (1991)
- The Relative Value of Things (1992)
- Eight Phrases for Jefferson Rubin (Victo, 1996)
- Ghost of Electricity (Songlines, 1999)
- Almost Never (Nuscope, 1999) mit John Schott
- New Monastery, A View into the Music of Andrew Hill (Cryptogramophone, 2006)
- the door, the hat, the chair, the fact (Cryptogramophone, 2006)
- The Out Louds (Relative Pitch Records, 2016), mit Tomas Fujiwara, Mary Halvorson
- Good Day for Cloud Fishing (2019)
- Plague Diary (2020) solo
- Geof Bradfield, Ben Goldberg, Dana Hall: General Semantics (2020)
- Everything Happens to Be (2021)
- Ben Goldberg, Todd Sickafoose, Scott Amendola: Here to There (2024)

## Belege
1. ↑  AllMusic Review by Matt Collar, abgerufen am 18. Mai 2018.

| Personendaten    | Personendaten                                                       |
| ---------------- | ------------------------------------------------------------------- |
| NAME             | Goldberg, Ben                                                       |
| KURZBESCHREIBUNG | US-amerikanischer Klarinettist des Jazz und der Improvisationsmusik |
| GEBURTSDATUM     | 8. August 1959                                                      |